# الاندفاع: تاريخ عسكري
" الزيادة: تاريخ عسكري " هو كتاب تاريخي عسكري من تأليف كيمبرلي كاغان ، يتناول الزيادة في عدد القوات الأمريكية في حرب العراق عام 2007 . يصف الكتاب الأحداث في العراق بدءًا من أواخر عام 2006 ، قبل الزيادة ، وحتى أوائل عام 2008 ، مع التركيز على تفاصيل العمليات العسكرية أسبوعيًا . وقد وصفه السيناتور جون ماكين بأنه " دليل لا غنى عنه " لفهم النجاحات العسكرية الأمريكية في العراق . 
يركز الكتاب على " الفن العملياتي " بدلاً من الاستراتيجية الكبرى أو التجارب العاطفية الشخصية للقتال .  يخصص الكتاب فصولاً منفصلة للعمليات في مناطق مختلفة ، ويسير وفق تسلسل زمني تقريبي ، مع التركيز على العمليات التي أجريت على مستوى اللواء والكتيبة ، بالإضافة إلى القرارات المتخذة على مستويات أعلى مثل تلك التي اتخذها الجنرال أوديرنو في عملية الرعد الشبح . 
على الرغم من أن الكتاب كان مليئًا بالأخطاء الأسلوبية والنحوية ، فقد اعتبره المراجعون " قراءة أساسية "  و " موردًا قيمًا " للمحترفين العسكريين ، على الرغم من أن أحد المراجعين حذر من أنه ليس للقارئ العادي .  وقد تعرض لانتقادات لعدم اهتمامه بدور التقنيات الجديدة في تتبع العمليات أثناء تطورها . 

## روابط خارجية
Publisher's site for the book نسخة محفوظة 2009-09-07 على موقع واي باك مشين.
- After Words interview with Kagan on The Surge, September 28, 2009